# Hannyjin objekt
Hannyjin objekt ali Hannyjino telo (nizozemsko Hanny's Voorwerp) je astronomsko telo neznane narave. Odkrila ga je nizozemska učiteljica Hanny van Arkel, prostovoljka v projektu Galaxy Zoo. Na fotografijah se pojavi blizu spiralne galaksije IC 2497 v ozvezdju Mali lev.

## Opis
Telo, zdaj imenovano voorwerp (nizozemsko objekt) je veliko približno kot Rimska cesta in ima v sredini ogromno luknjo, ki počez meri 16 000 ly. Umetna zelena barva na sliki ponazarja močne emisijske črte žarečega kisika. Od nas je oddaljeno približno 650 milijonov svetlobnih let, podobno kot IC 2497 (galaksija na sliki).
Zvezde se rojevajo v področju, obrnjenemu proti bližnji galaksiji. Radijska opazovanja so pokazala, da tok plina iz njenega jedra vzajemno deluje z majhnim delom Hannyjinega objekta, kar povzroča sesedanje plina in nastajanje zvezd. Najmlajše so stare nekaj milijonov let.
Slika objekta se je pojavila na Astronomski sliki dneva.

## Hipoteze
Ena možna razlaga je, da Hannyjin objekt sestoji iz manjše galaksije, ki jo je preoblikoval vdor sevanja iz svetlega kvazarja, ki se je dogodil v jedru IC 2497 100 000 let nazaj. Takšen dogodek bi vzburil plin in povzročil svetlo emisijo svetlobe, ki je zanj značilna. Kvazar bi lahko ugasnil v zadnjih 200 000 letih, saj na sedanjih slikah ni viden.
17. junija 2010 je skupina raziskovalcev iz European Very Long Baseline Interferometry Network(EVN) in UK’s Multi-Element Radio Linked Interferometer Network (MERLIN) ponudila drugačno razlago. Po njej naj bi svetlobo ustvarjala dva vira; supermasivna črna luknja v jedru IC 2497 in interakcije med energije polnim tokom iz črne luknje in plinom, ki obkroža galaksijo.

## Nadaljnje raziskave
Hannyjino telo in okoliški objekti so predmet intenzivnih astrofizikalnih raziskav. Načrtovana so opazovanja z rentgenskima vesoljskima teleskopoma XMM-Newton in Suzaku.